# Une vie à Londres
Une vie à Londres (titre original : A London Life) est un roman court d'Henry James, paru en décembre 1888 dans la revue Scribner's Magazine. Il a été repris en volume l’année suivante chez Macmillan à Londres et New York.
Ce roman court, influencé par l’école des naturalistes français, et tout particulièrement par Émile Zola, rappelle, à cause du thème du divorce et du point de vue exercée par une jeune narratrice, Ce que savait Maisie, roman plus tardif d'Henry James, qui lui est supérieur.

## Résumé
La jeune américaine Laura Wing, en visite à Londres chez sa sœur aînée, Selina Berrington, se retrouve en plein drame. Lionel, le mari de Selina, un alcoolique violent, est en passe de divorcer de son épouse qui cherche depuis plusieurs mois le bonheur dans une relation adultère avec le beau Charlie Crispin. Selina se refuse pourtant d'admettre les faits devant Laura et proteste de son innocence. 
Sur les entrefaites, Laura fait la connaissance de Wendower, un aimable, mais un peu terne Américain, qui, en qualité de soupirant, se lance avec la jeune fille pour tirer au jour la double vie de Selina. Cette dernière quitte finalement son mari et se rend à Bruxelles en compagnie de Crispin. Laura rejette la proposition de mariage de Wendover et poursuit sa sœur sur le continent afin de lui faire entendre raison, sans succès. Laura retourne déçue en Amérique,  où Wendover entend la rejoindre dans l’espoir incertain de voir ses vœux exaucés, cependant que la cause en divorce des Berrington est sur le point d'être entendue en cour.

## Traductions françaises
- Une vie à Londres, traduit par François Rosso, Paris, Éditions de la Différence, 1986 ; réédition, Paris, Christian Bourgois, coll. « 10/18 » no 2211, 1991 ; réédition, Paris, La Différence, coll. « Minos » no 26, 2003
- Une vie à Londres, traduit par Jean Pavans, EJL, coll. « Librio » no 159, 1997 ; réédition dans Nouvelles complètes, tome III, Paris, Éditions de la Différence, 2008 ; réédition dans Le Siège de Londres, et cinq autres nouvelles, Paris, La Différence, coll. « Minos », 2011
- Une vie à Londres, traduit par Paul Veyriras, dans Nouvelles complètes, tome III, Paris, Gallimard, coll. « Bibliothèque de la Pléiade », 2011

## Sources
- Henry James: The Middle Years 1882-1895 by Leon Edel (New York: J. B. Lippincott Company, 1962)  (ISBN 0-380-39669-6)
- Tales of Henry James: The Texts of the Tales, the Author on His Craft, Criticism sous la direction de Christof Wegelin et Henry Wonham (New York: W.W. Norton & Company, 2003)  (ISBN 0-393-97710-2)
- The Tales of Henry James par Edward Wagenknecht (New York: Frederick Ungar Publishing Co., 1984)  (ISBN 0-8044-2957-X)